# Jan G. Ljungström
Jan Gunnar Ljungström, född 29 april 1964, är en svensk författare. Ljungström har sedan 1990-talet skrivit lokalhistoriska artiklar i Gefle Dagblad och i genealogiska tidskrifter samt gett ut ett flertal lokalhistoriska verk.